# محمد الصيباري
محمد الصيباري (توفي يوم 28 نوفمبر 2013)، هو كاتب مغربي باللغة الإسبانية. ولد سنة 1945 بمدينة العرائش شمال المغرب.

## وفاته
توفي صباح الخميس 28 نوفمبر 2013 ، عن سن تناهز الثامنة والستين بعد معاناة قاسية مع المرض أفقدته رجليه وعزلته في الطابق الثاني من منزله قبالة الشرفة الأطلسية عند الشارع المؤدي إلى المقبرة الكاثوليكية القديمة حيث يرقد الكاتب العالمي جان جينيه. ووري جثمان الراحل بمقبرة للا منانة بمدينة العرائش.

## من أعماله
كتب في الرواية والقصة القصيرة والشعر من خلال أزيد من عشرين عنوانا نذكر منها:

### الرواية
- رواية: «الحصان El caballo»  روايته الأولى في سنة 1993 وهو في سن الثامنة والأربعين من عمره، فقد حظيت هذه الرواية باهتمام وتشجيع كبيرين من طرف الأوساط الثقافية بشمال المغرب، وبين أصدقاء هذه الأوساط بالجارة الإسبانية، ليندفع بقوة نحو نحت اسمه، حيث سيصبح الصيباري ظاهرة أدبية.
- رواية «من العرائش إلى السماء»،
- «القوات الأهلية النظامية في الجيش الإسباني بالعرائش Regulares de larache» () الصادرة في 1994.
- «مَلاح تطوان Juderia de tetuan» ،نشر 1995.
- رواية: «زهرة شفشاون Rosa de xauón» ،نشر 1996.
- «Sidi BABA» سنة 1999.
- «من العرائش إلى السماء De larache al cielo» الصادرة في 2006.
- (ذئب بقُفّازات بيضاء) blancas Un lobo con guantes»  في 2009،
- وفي 2013 أنهى الصيباري مساره الأدبي برواية (ثلاث ضفاف وبحران) «Tres orillas y dos mares» .

### القصة القصيرة
ترك الأديب الراحل سبع مجاميع قصصية، هي:
- «Cuentos de larache» (حكايات عرائشية) الصادرة في1998،
- «Relatos de los hesperides» (قصص هسبريس) في2000،
- « Relatos del hamam» (قصص الحمّام) في 2001،
- «Pinchitos y divorcios» (أسياخ لحم وطلاق) في 2002،
- «El babuchazo» (ضربة نعل) في 2005،
- «Cuentos del zoko chico» (حكايات السوق الصغير) في 2009،
- «Cuentos de lala Menana» (حكايات للا منانة).

### الشعر
ستة دواوين شعرية، هي:
- «Poemes de larache» الصادر سنة 1994،
- »Poemes de lukus» (قصائد لكسوس) في 2007،
- «Diez poemes de Amor y una paloma» (عشر قصائد حب وحمامة) في 2008،
- «limosna de Amor» (صدقة حب) في 2009،
- «Julia de constatino lixus» (جوليا قسطنطية ليكسوس) في 2011.

## الجوائز
- Candidato al Premio Príncipe de Asturias de las Letras (nominado por la Universidad Sidi Mohamed Ben Abdellah de Fez).
- Medalla de Honor Pablo Neruda 2004.
- Condecorado por S.M. Juan Carlos I con el grado de la Cruz de Oficial del Mérito Civil (2003).
- Premio Internacional de Creatividad Naji Nouman, Líbano 2010.
- Premio "Ocre & Oro-El arte y el artista", Barcelona 2010.
- جائزة أمير أستورياس للحروف (ترشحها جامعة سيدي محمد بن عبد الله بفاس).

ميدالية الشرف بابلو نيرودا 2004.
- زينت من قبل SM خوان كارلوس الأول مع درجة صليب موظف الجدارة المدنية (2003).
- جائزة الإبداع الدولي ناجي نعمان ، لبنان 2010.
- جائزة "Ocre & Oro-El arte y el artista" ، برشلونة 2010.
- تم تكريم محمد سيباري في العرائش ، مسقط رأسه ، في 4 ديسمبر 2010.

## وصلات خارجية
- (فيديو): الكاتب ”محمد الصيباري ” يتحدث عن العرائش بالإسبانية